# Младић, девојка, успомене
„Младић, девојка, успомене” је југословенски кратки ТВ филм из 1983. године. Режирао га је Владан Слијепчевић а сценарио је написао Божидар Милидраговић

## Улоге
| Глумац          | Улога |
| --------------- | ----- |
| Ненад Ненадовић |       |
| Славко Симић    |       |